# SICF

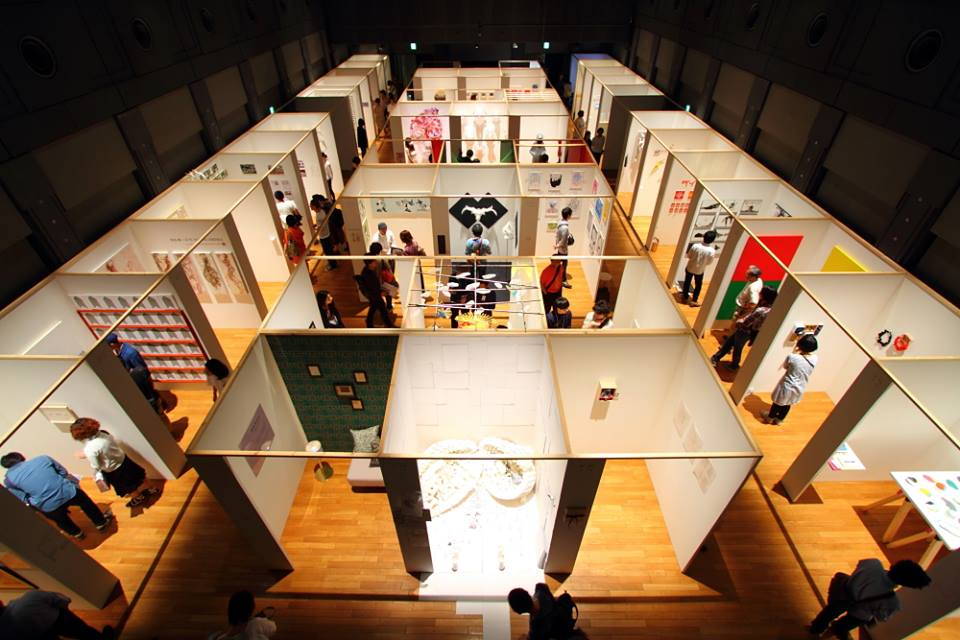
SICF会場風景

SICF（Spiral Independent Creators Festival）は、表参道の複合文化施設スパイラルを運営する株式会社ワコールアートセンターが主催する、若手クリエーターの発掘・支援・育成を目的としたアートフェスティバルである。

## 概要
2000年にスタートしたSICFは例年、ゴールデンウィークの4日間、スパイラルホール（スパイラル3F）を会場に開催される。

事前の書類審査を通過したクリエーター100組が前半2日間（A日程）、後半2日間（B日程）の50組に分かれ、各々の展示ブースで作品を展示・発表する。

会期最終日には審査会及び授賞式が開催され、A・B両日程を通じてグランプリ及び各賞が決定する。

グランプリを受賞した作家は、開催年の秋に青山通りに面したスパイラル1Fの展示スペースにて個展を開催する権利と制作費を獲得できる。またグランプリ含め各受賞者は、翌年のSICF開催期間にスパイラル館内で作品を発表する機会を与えられる。

SICFは出展者のジャンルを指定していないため、現代美術作家をはじめ、工芸、写真、ダンス、音楽、映像など多彩な作品が集まることが特徴である。なお、イベント名はすべての表現者を対象とする意味で「アーティスト」ではなく「クリエーター」と表現している。

作品の販売を目的としたフリーマーケットでない事も特徴である（但し作品の販売自体は規制されていないため可能）。また、出展者同士の出会いや来場したギャラリストやデザイナーとの交流の場といった側面も強い。このため、出展者は作品を設置して終了ではなく、会期中は会場に常駐し自身の作品を来場者にプレゼンテーションすることが求められている。

### 審査員及び顕彰
毎年、日本のカルチャーシーンを牽引する審査員が参加している。

グランプリ、準グランプリ、各審査員賞、来場者の投票によるオーディエンス賞がある。

会期最終日には授賞式及び受賞作品の公開講評会が開催される。

### 会場
スパイラル3Fのスパイラルホールに50のブースが設置される。

ブースのサイズは高さ2,400 x 幅1,650 x 奥行き1,650 mmのホワイトキューブ状のスペース。床は体育館の様な素材である。

照明は舞台用照明を上方から照射するが、電源利用を申請すれば別途持込の照明も利用可能。

映像作品など、暗環境を求められる作品の場合は、事前相談の上で対応している。

会場内は飲食不可だが、スパイラルホールのロビー（ホワイエ）には会期中カフェが併設され、飲食が可能である。

## 開催歴

### SICF1
SICFの第一回目。会期は三日間で出展者も78名であった。
会場には足場が組まれブースを上から見下ろすことができるなど、現在のスタイルとは異なる会場構成であった。
フライヤーのイラストはしりあがり寿が担当。

#### 開催概要
会期　2000年4月14日（金）－16日（日）

主催　株式会社ワコールアートセンター

企画制作　スパイラル

協賛　タンカレー ジン

協力　有限会社アップリンク、株式会社新風舎、ニフティ株式会社、株式会社美術出版社、吉本興業株式会社

会場構成　CLIP

特別出演　明和電機

#### 審査員
浅井隆（アップリンク主宰）

小山田徹（ダムタイプ）

南條史生（美術評論家、インディペンデント・キュレーター）

※肩書きは開催時表記に準ずる

#### 受賞者
グランプリ　中原英隆

準グランプリ　本田かな

準グランプリ　松田陽

オーディエンス賞　CODE

### SICF2

#### 開催概要
会期　2001年4月6日（金）－8日（日）

主催　株式会社ワコールアートセンター

企画制作　スパイラル

協賛　タンカレー ジン

協力　有限会社アップリンク、株式会社新風舎、日経コンデナスト、ニフティ株式会社、株式会社美術出版

会場構成　CLIP

#### 審査員
浅井隆（アップリンク主宰）

生駒芳子（ヴォーグニッポン副編集長）

南條史生（美術評論家、インディペンデント・キュレーター）

※肩書きは開催時表記に準ずる

#### 受賞者
グランプリ　月岡彩

準グランプリ　ハタノ・ナナ

オーディエンス賞　SECAM

浅井隆賞　鈴木秀雄

生駒芳子賞　小澤さよ子

南條史生賞　川野博子

### SICF3
この年からゴールデンウィークの開催となった。また、会期が前期後期に分かれたのもこの回からである。

#### 開催概要
会期

A日程　2002年5月3日（金・祝）、4日（土・祝）

B日程　2002年5月5日（日・祝）、6日（月・祝）

主催　株式会社ワコールアートセンター

企画制作　スパイラル

協力　有限会社アップリンク、株式会社新風舎

会場構成　CLIP

グラフィックデザイン　マグニチュード・グラフィックス

#### 審査員
浅井隆（アップリンク主宰）

グルーヴィジョンズ

南條史生（美術評論家、インディペンデント・キュレーター）

皆川明（デザイナー）

北村豊 （スパイラル館長）

※肩書きは開催時表記に準ずる

#### 受賞者
グランプリ 川瀬浩介

準グランプリ　m&m&m's

オーディエンス賞　深町玲

浅井隆賞　高森聡湖

グルーヴィジョンズ賞　ANDO・SHIKAKURA

南條史生賞　慎二園田・弘樹松浦

皆川明賞　SECAM

スパイラルマーケット賞　コジマミズナ

スパイラル館長賞　WATARU

スパイラル館長賞　福岡裕子

### SICF4

#### 開催概要
会期
A日程　2003年5月2日（金）、3日（土・祝）

B日程　2003年5月4日（日・祝）、5日（月・祝）

主催　株式会社ワコールアートセンター

企画制作　スパイラル

協力　日本ノボパン工業株式会社

会場構成　CLIP

グラフィックデザイン　マグニチュード・グラフィックス

#### 審査員
浅井隆（アップリンク主宰）

佐藤尊彦（ビームス・ニューズ店長）

南條史生（森美術館副館長）

三原康裕（デザイナー）

北村豊 （スパイラル館長）

※肩書きは開催時表記に準ずる

#### 受賞者
グランプリ　サクラヤスユキ

準グランプリ　サブロウ

オーディエンス賞　ハタノ・ナナ

浅井隆賞　中村裕子・大前攝士

佐藤尊彦賞　遠山夏未

南條史生賞　フランシス真悟

三原康裕賞　東野哲史

スパイラルマーケット賞　平石亜希子

スパイラル館長賞　HIDE AND SEEK

### SICF5

#### 開催概要
会期

A日程　2004年5月2日（日）、3日（月・祝）

B日程　2004年5月4日（火・祝）、5日（水・祝）

主催　株式会社ワコールアートセンター

企画制作　スパイラル

協賛　モエ・エ・シャンドン

会場構成　CLIP

グラフィックデザイン　グルーヴィジョンズ

#### 審査員
浅井隆（アップリンク主宰）

おかけんた（吉本お笑いタレント・現代美術コレクター）

加藤京子（MHDディアジオ モエ ヘネシー株式会社PRマネジャー）

佐藤尊彦（ビームス・ニューズ店長）

南條史生（森美術館副館長）

岡田勉 (キュレーター)（スパイラルチーフキュレーター）

※肩書きは開催時表記に準ずる

#### 受賞者
グランプリ　atiek+D

準グランプリ　Marlbôro

オーディエンス賞　蹄

浅井隆賞　BLANK

おかけんた賞　Yoshie April

モエ・エ・シャンドン賞　久保美沙登

佐藤尊彦賞　Grid works

南條史生賞　高森聡湖

スパイラル奨励賞　SASS STONE

スパイラル奨励賞　西尾彩

### SICF6

#### 開催概要
会期

A日程　2005年5月2日（火）、3日（水・祝）

B日程　2005年5月4日（木・祝）、5日（金・祝）

主催　株式会社ワコールアートセンター

企画制作　スパイラル

協力　日本ノボパン工業株式会社

会場構成　CLIP

グラフィックデザイン　グルーヴィジョンズ

#### 審査員
浅井隆（アップリンク主宰）

イチハラヒロコ（アーティスト）

佐藤尊彦（INTERNATIONAL GALLERY BEAMS 兼 B GALLERY プランナー）

南條史生（森美術館副館長）

岡田勉 (キュレーター)（スパイラルチーフキュレーター）

※肩書きは開催時表記に準ずる

#### 受賞者
グランプリ　塩保朋子

準グランプリ　佐藤好彦

オーディエンス賞　押忍！手芸部

浅井隆賞　カキノキクラブ

イチハラヒロコ賞　中川岳二

佐藤尊彦賞　ウチヤマチアキ

南條史生賞　大平龍一

スパイラル奨励賞　izukichi

### SICF7
この年から会場構成を変更したことで、100組のアーティスト出展が可能となった。

#### 開催概要
会期

A日程　2006年5月2日（火）、3日（水・祝）

B日程　2006年5月4日（木・祝）、5日（金・祝）

主催　株式会社ワコールアートセンター

企画制作　スパイラル

協力　日本ノボパン工業株式会社

会場構成　CLIP

グラフィックデザイン　マグニチュード・グラフィックス

#### 審査員
浅井隆（アップリンク主宰）

伊藤千枝（珍しいキノコ舞踊団 代表）

佐藤尊彦（INTERNATIONAL GALLERY BEAMS 兼 B GALLERY プランナー）

南條史生（森美術館副館長）

岡田勉 (キュレーター)（スパイラルチーフキュレーター）

※肩書きは開催時表記に準ずる

#### 受賞者
グランプリ　松田直樹

準グランプリ　印design

準グランプリ　杉山純・田中章子

オーディエンス賞　タノタイガ

浅井隆賞　君島彩子

伊藤千枝賞　鈴木仁子

佐藤尊彦賞　大友邦子

南條史生賞　アンケート・アート

スパイラル奨励賞　盧袗雲

### SICF8

#### 開催概要
会期

A日程　2007年5月2日（水）、3日（木・祝）

B日程　2007年5月4日（金・祝）、5日（土・祝）

主催　株式会社ワコールアートセンター

企画制作　スパイラル

協力　日本ノボパン工業株式会社

会場構成　CLIP

グラフィックデザイン　マグニチュード・グラフィックス

#### 審査員
赤池学（科学技術ジャーナリスト）

浅井隆（アップリンク主宰）

佐藤尊彦（INTERNATIONAL GALLERY BEAMS 兼 B GALLERY プランナー）

南條史生（森美術館館長）

野宮真貴（シンガー）

岡田勉 (キュレーター)（スパイラルチーフキュレーター）

※肩書きは開催時表記に準ずる

#### 受賞者
グランプリ　佐藤誠高

準グランプリ　美島菊名

準グランプリ　大沼剛宏

オーディエンス賞　書家 かな

赤池学賞　Chicka

浅井隆賞　のむらみちこ

佐藤尊彦賞　西尾千尋

野宮真貴賞　Makoto Tojiki

南條史生賞　四宮 優

スパイラル奨励賞　曽田朋子

審査員奨励賞　亨

### SICF9

#### 開催概要
会期

A日程　2008年5月2日（金）、3日（土・祝）

B日程　2008年5月4日（日・祝）、5日（月・祝）

主催　株式会社ワコールアートセンター

企画制作　スパイラル

協力　日本ノボパン工業株式会社

会場構成　CLIP

グラフィックデザイン　マグニチュード・グラフィックス

#### 審査員
浅井隆（アップリンク主宰）

佐藤尊彦（INTERNATIONAL GALLERY BEAMS 兼 B GALLERY プランナー）

ハワード・リクター（Nike,Inc. 東京デザインスタジオ クリエイティブディレクター）

ひびのこづえ（コスチュームアーティスト）

村田真 （アートジャーナリスト）

岡田勉 (キュレーター) （スパイラルチーフキュレーター）

※肩書きは開催時表記に準ずる

#### 受賞者
グランプリ　藤井秀全

準グランプリ　吉田慎司

オーディエンス賞　RYUZO三 （川埜龍三）

オーディエンス賞　Dan HARDS

浅井隆賞　橘智哉

佐藤尊彦賞　後藤俊幸

ハワード・リクター賞　岩崎秀雄

ひびのこづえ賞　Rico （本橋理子）

村田真賞　植田工

スパイラル奨励賞　瀧澤潔

### SICF10

#### 開催概要
会期

A日程　2009年5月2日（土）、3日（日・祝）

B日程　2009年5月4日（月・祝）、5日（火・祝）

主催　株式会社ワコールアートセンター

企画制作　スパイラル

協力　日本ノボパン工業株式会社

会場構成　CLIP

グラフィックデザイン　マグニチュード・グラフィックス

#### 審査員
浅井隆（アップリンク主宰）

佐藤尊彦（ビームス商品本部メンズ統括部係長）

南條史生 （森美術館館長）

ひびのこづえ （コスチュームアーティスト）

松永英伸（建築家）

※肩書きは開催時表記に準ずる

#### 受賞者
グランプリ　酒井翠

準グランプリ　栗真由美

準グランプリ　小桧山聡子

オーディエンス賞　YUSE

浅井隆賞　新垣美奈

佐藤尊彦賞　fujimoto tetsuya

南條史生賞　石田寛子

松永英伸賞　藤本雄策

ひびのこづえ賞　関智美

スパイラル奨励賞　モモルディカ

スパイラル奨励賞　高澤そよか

### SICF11

#### 開催概要
会期

A日程　2010年5月2日（日）、5月3日（月・祝）

B日程　2010年5月4日（火・祝）、5月5日（水・祝）

主催　株式会社ワコールアートセンター

企画制作　スパイラル

協力　日本ノボパン工業株式会社

会場構成　CLIP

グラフィックデザイン　Thonik

#### 審査員
浅井隆（有限会社アップリンク社長、「webDICE」編集長）

佐藤尊彦（株式会社ビームス販売促進本部プレス係長）

南條史生（森美術館館長）

服部滋樹（デザインオフィスgraf代表）

岡田勉 (キュレーター) （スパイラルチーフキュレーター）

※肩書きは開催時表記に準ずる

#### 受賞者
グランプリ　青木美歌

準グランプリ　大石麻央

オーディエンス賞　高野幸雄

浅井隆賞　小林清乃

佐藤尊彦賞　イシカワナナ

南條史生賞　okada mariko

服部滋樹賞　秋場康平

スパイラル奨励賞　川上幸子

スパイラル奨励賞　清水玲

スパイラルマーケット賞　藤田伸

### SICF12

#### 開催概要
会期

A日程　2011年5月2日（月）、5月3日（火・祝）

B日程　2011年5月4日（水・祝）、5月5日（木・祝）

主催　株式会社ワコールアートセンター

協力　CLIP、株式会社ステージフォー、日本ノボパン工業株式会社

企画制作　スパイラル

グラフィックデザイン　FORM::PROCESS

#### 審査員
浅井隆（有限会社アップリンク社長、「webDICE」編集長）

佐藤尊彦（株式会社ビームス販売促進本部プレス）

南條史生（森美術館館長）

紫牟田伸子 （デザインプロデューサー、ジャーナリスト）

岡田勉 (キュレーター) （スパイラルチーフキュレーター）

※肩書きは開催時表記に準ずる

#### 受賞者
グランプリ　福士朋子

準グランプリ　稲垣弥寿子

準グランプリ　heterophonicDada + 濱大二郎

オーディエンス賞　アナグマ

オーディエンス賞　佐々木智也

浅井隆賞　稲垣侑子

佐藤尊彦賞　鳥居千夏

紫牟田伸子賞　クラーク志織

南條史生賞　加藤立

南條史生賞　林田健

スパイラル奨励賞　大西景太

### SICF13

#### 開催概要
会期

A日程　2012年5月3日（木・祝）、5月4日（金・祝）

B日程　2012年5月5日（土・祝）、5月6日（日）

主催　株式会社ワコールアートセンター

協力　CLIP、株式会社ステージフォー、日本ノボパン工業株式会社

企画制作　スパイラル

グラフィックデザイン　FORM:PROCESS

#### 審査員
浅井隆（有限会社アップリンク社長、「webDICE」編集長）

佐藤尊彦（株式会社ビームス販売促進本部プレス）

南條史生（森美術館館長）

紫牟田伸子（デザインプロデューサー、ジャーナリスト）

岡田勉 (キュレーター) （スパイラルチーフキュレーター）

※肩書きは開催時表記に準ずる

#### 受賞者
グランプリ　佐野景子

準グランプリ　ひしたにくるみ

準グランプリ　髙﨑紗弥香

オーディエンス賞　大野洋平

浅井隆賞　齊藤千尋

佐藤尊彦賞　GORO

紫牟田伸子賞　フクシマチヒロ

南條史生賞　悠

スパイラル奨励賞　城崎郁恵

### SICF14

#### 開催概要
会期

A日程　2013年5月3日（金・祝日）、4日（土・祝日）

B日程　2013年5月5日（日・祝日）、6日（月・振替）

主催　株式会社ワコールアートセンター

協力　CLIP、株式会社ステージフォー、日本ノボパン工業株式会社

企画制作　スパイラル

グラフィックデザイン　FORM::PROCESS

#### 審査員
浅井隆（有限会社アップリンク社長／「webDICE」編集長）

後藤繁雄（編集者／クリエイティブディレクター）

佐藤尊彦（株式会社ビームス プレス）

紫牟田伸子（編集家／プロジェクトエディター）

岡田勉 (キュレーター)（スパイラルチーフキュレーター）
※肩書きは開催時表記に準ずる

#### 受賞者
グランプリ　塩見友梨奈

準グランプリ　石野平四郎

準グランプリ　クラークソン瑠璃

オーディエンス賞　osage

浅井隆賞　鈴切り絵

後藤繁雄賞　若生友見

佐藤尊彦賞　杉本格朗

紫牟田伸子賞　GABOMI

スパイラル奨励賞　栗田有佳

### SICF15
開催15周年を記念し、この年から壁面がパーティクルボードから白壁に変更となり、より美術的な表現がしやすくなった。

#### 開催概要
会期

A日程　2014年5月3日（土・祝日）、4日（日・祝日）

B日程　2014年5月5日（月・祝日）、6日（火・振替）

主催　株式会社ワコールアートセンター

協賛　東京リスマチック株式会社

協力　CLIP、株式会社ステージフォー

企画制作　スパイラル

グラフィックデザイン　FORM::PROCESS

#### 審査員
浅井隆（有限会社アップリンク社長／「webDICE」編集長）

佐藤尊彦（株式会社ビームス プレス）

紫牟田伸子（編集家／プロジェクトエディター）

南條史生（森美術館館長）

岡田勉 (キュレーター)（スパイラルチーフキュレーター）

※肩書きは開催時表記に準ずる

#### 受賞者
グランプリ　山本優美

準グランプリ　松下裕子

準グランプリ　菅本智

オーディエンス賞　久野彩子

浅井隆賞　長谷川依与

佐藤尊彦賞　橋本瞳

紫牟田伸子賞　酒井望

南條史生賞　木内祐子

スパイラル奨励賞　小笠原圭吾

### SICF16

#### 開催概要
会期
A日程　2015年5月2日（土）、3日（日・祝）

B日程　2015年5月4日（月・祝）、5日（火・祝）

主催　株式会社ワコールアートセンター

協賛　東京リスマチック株式会社

協力　CLIP、株式会社ステージフォー、ソケット株式会社

企画制作　スパイラル

グラフィックデザイン　FORM::PROCESS

#### 審査員
倉本美津留（放送作家）

佐藤尊彦（BEAMS プレスマネージャー）

紫牟田伸子（編集家／プロジェクトエディター）

三木あき子（元パレ・ド・トーキョー [パリ]、チーフ／シニア・キュレーター）

皆川明（minä perhonen デザイナー）

岡田勉 (キュレーター)（スパイラル チーフキュレーター）
※肩書きは開催時表記に準ずる

#### 受賞者
グランプリ　神楽岡久美

準グランプリ　上路市剛

準グランプリ　宮ヶ丁渡

アーホ！賞　amano yumi

佐藤尊彦賞　村田実莉

紫牟田伸子賞　小池奈緒

三木あき子賞　瀬川辰馬

皆川明賞　FUKILAU

スパイラル奨励賞　後藤宙

オーディエンス賞　関川こうじ

### SICF17

#### 開催概要
会期
A日程　 2016年5月1日（日）− 2日（月）

B日程　2016年5月3日（火・祝）− 4日（水・祝）

主催　株式会社ワコールアートセンター

協賛　東京リスマチック株式会社

協力　CLIP、株式会社ステージフォー、東京リスマチック株式会社 

企画制作　スパイラル

グラフィックデザイン　FORM::PROCESS

#### 審査員
倉本美津留（放送作家）

金森香 （株式会社シアタープロダクツ取締役・コミュニケーションディレクター 、NPO法人 ドリフターズ・インターナショナル理事）

木村絵理子（横浜美術館・主任学芸員）

栗栖良依 （ SLOW LABEL ディレクター ）

張熹（ Halcyon Gallery 翡翠中国CEO チーフディレクター ）

岡田勉 (キュレーター)（スパイラル チーフキュレーター）
※肩書きは開催時表記に準ずる

#### 受賞者
グランプリ:江頭誠（A-14）
準グランプリ：後藤映則（B-1）
準グランプリ:高木あすか（B-13）
岡本美津子賞:FUKUPOLY（A-45）
金森香賞: 江藤友理子（A-9）
木村絵理子賞:橋本美和子（A-36）
栗栖良依賞:MIWAKAKUTA（A-18）
張熹賞:植松京子（A-47）
スパイラル奨励賞:山内沙也果（A-38）
オーディエンス賞:後藤映則（B-1）